# تود غريفز
تود غريفز (بالإنجليزية: Todd Graves)‏ هو مسير أعمال أمريكي، ولد في 20 فبراير 1972.